# Zeitpyramide
Koordinaten: 48° 53′ 3″ N, 10° 43′ 17″ O

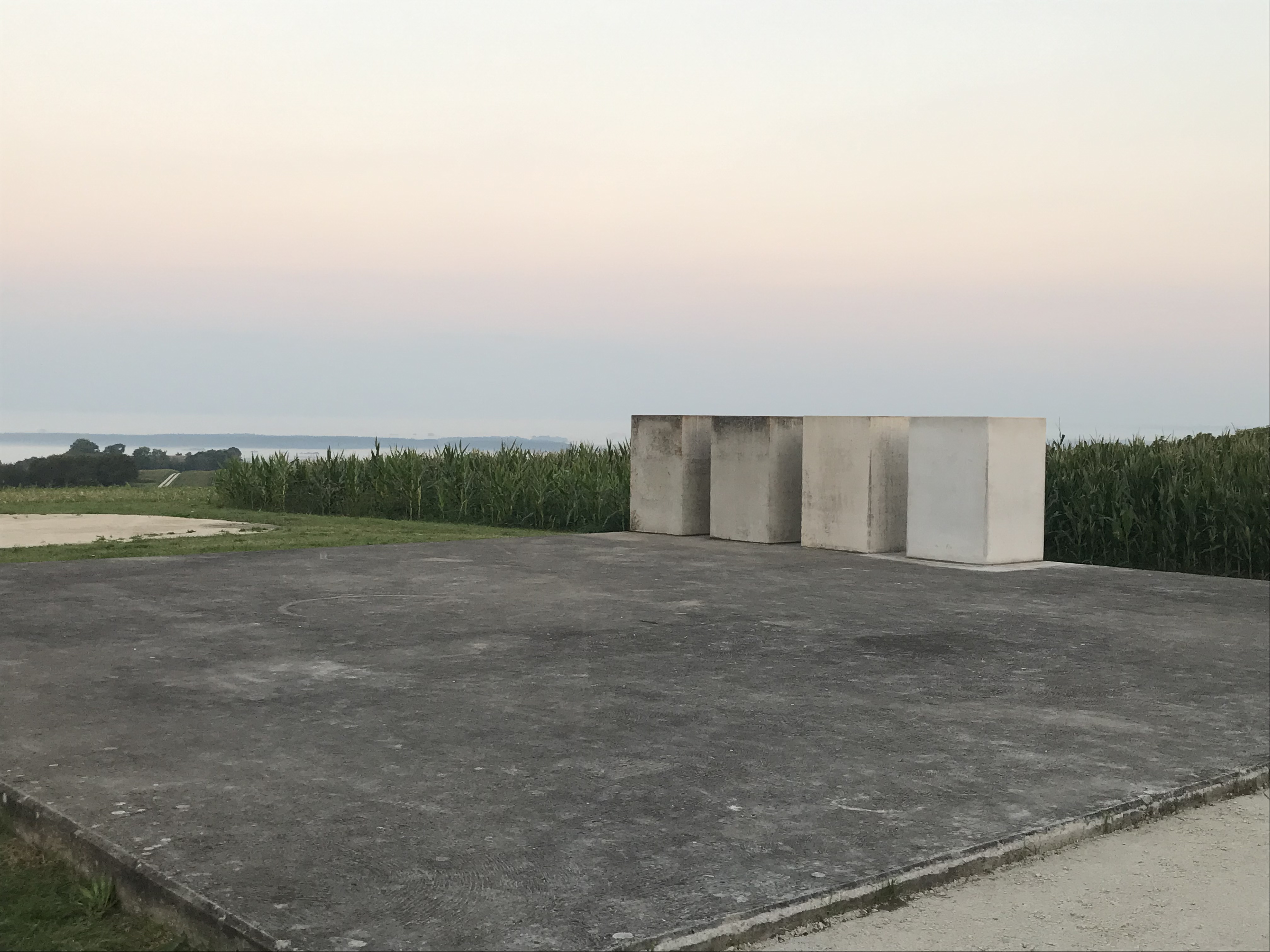
Zeitpyramide im Jahr 2023

Die Zeitpyramide ist eine in Wemding im Bau befindliche Form von Kunst im öffentlichen Raum. Das Projekt startete 1993 zum 1200-jährigen Gründungstag von Wemding und ist auf weitere 1200 Jahre veranschlagt, wird allerdings voraussichtlich im Jahr 3183, also 1190 Jahre nach 1993, fertig sein.

## Vorgeschichte
Der Ort Wemding geht auf das Jahr 793 zurück und feierte sein 1200-jähriges Bestehen im Jahr 1993. Die Zeitpyramide wurde erdacht, um dieses Zeitabschnitts von 1200 Jahren zu gedenken.

## Konzept

Axonometrische Projektion des Designs der Zeitpyramide in Wemding.

Die Pyramide wird, sollte sie 3183 fertiggestellt werden, aus 120 Blöcken bestehen, von denen jeder 1,2 m lang, 1,2 m breit und 1,8 m hoch ist. Angrenzende Blöcke sind durch einen Abstand von 0,6 m (Hälfte eines Blocks) abgetrennt. Der Plan sieht vor, alle zehn Jahre einen Block zu platzieren, was insgesamt 1190 Jahre dauert.
Die erste Ebene – 13,8 m mal 13,8 m – wird aus 64 Blöcken bestehen, die in einem 8×8-Quadrat angeordnet sind. Die zweite Ebene wird 6×6, also 36, Blöcke enthalten. Die dritte Ebene sieht 4×4, also 16, Blöcke vor, bevor schließlich mit 2×2, also 4, Blöcken die letzte Ebene vervollständigt wird. Ein Modell des fertigen Kunstwerks ist im Haus des Gastes in Wemding ausgestellt.
Der bislang gebaute Teil der Pyramide befindet sich auf einem Betonfeld auf einem abgerundeten Hügel, der Robertshöhe, am nördlichen Rand von Wemding. Bisher (2023) wurden erst vier Blöcke gelegt: der erste im Oktober 1993, der zweite 2003, der dritte Block 2013 und der vierte 2023.
Die Finanzierung des Projekts wird hauptsächlich dadurch erreicht, dass örtliche Firmen beispielsweise die Materialien für die Betonplatte kostenlos zur Verfügung stellen. Außerdem ist das Material für die einzelnen Blöcke nicht festgelegt; zukünftige Generationen können je nach Verfügbarkeit abweichen. Das Projekt wird von einer in Wemding ansässigen Stiftung verwaltet.

## Zeitplan
Die Pyramide soll den Besuchern ein Gefühl für eine Zeitspanne von 1200 Jahren vermitteln.
Das Konstruktionsstartdatum 1993 bot eine der wenigen Gelegenheiten, mit einer quadratischen Pyramide und der daraus folgenden Anzahl von Quadern den Zeitraum abzubilden wie vorgesehen. Ähnliche Konstellationen wären sonst nur im Jahr 1633 (7×7, 840 Jahre, 84 Blöcke) und 2443 (9×9, 1650 Jahre, 165 Blöcke) möglich gewesen. Derzeit stehen vier Steine der Zeitpyramide. Die vierte Steinsetzung fand am 9. September 2023 statt.

## Künstler
Das Projekt wurde vom Künstler Manfred Laber erdacht.  Manfred Laber wurde 1932 in Wemding geboren und studierte in den 1950ern Malerei an der Hochschule für Bildende Künste in Berlin. Weitere Kunstwerke von ihm sind auf der Isla San Antonio, in Alcanar (Spanien) und in Mormoiron (Frankreich) ausgestellt. Alcanar war außerdem sein Teilzeitwohnsitz.

## Trivia
Der australische Mathematiker Matt Parker veröffentlichte 2024 ein Video auf Youtube, in dem er zeigt, dass die Zeitpyramide bei Einhaltung des Zeitplans nicht im Jahr 3193, 1200 Jahre nach dem 1200-jährigem Bestehen der Stadt fertig gestellt wird, sondern bereits 10 Jahre zuvor. Dieser "Fehler" ist darauf zurückzuführen, dass der erste Stein bereits 1993 platziert wurde und demnach nicht nach 10 vergangenen Jahren seit dem 1200-jährigem Jubiläum, sondern bereits am Jubiläum selbst. Es handelt sich hierbei um ein in der Informatik häufig auftretendes Problem, den Off-by-one-Fehler, wenn eine Zählung bei einem Wert von 1 begonnen wird, obwohl bei 0 begonnen werden müsste.